# پناهگاه صخره‌ای دراشفکت دومی
پناهگاه صخره‌ای دراشفکت دومی مربوط به دوران پارینه‌سنگی جدید است و در شهرستان پل‌دختر، بخش مرکزی، دهستان معمولان، روستای گل گل سفلی واقع شده و این اثر در تاریخ ۱۵ دی ۱۳۸۷ با شمارهٔ ثبت ۲۴۲۶۹ به‌عنوان یکی از آثار ملی ایران به ثبت رسیده است.